# Tatschnigteich
Der Tatschnigteich ist ein Gewässer in der Gemeinde Liebenfels an der Grenze zur Gemeinde Frauenstein im Bezirk Sankt Veit an der Glan in Kärnten.

## Lage
Der Teich liegt, von Nadelwald umgeben, im Tatschniggraben in den Wimitzer Bergen, abseits von Siedlungen und befestigten Straßen, an den Wanderwegen, die von Sörg nach Schaumboden bzw. von Sörg und Schaumboden auf den Lorenziberg führen. Der Teich hat drei kleine Zubringer, die insgesamt etwa 4,5 Liter Wasser pro Sekunde führen. Der Teich ist lediglich bis zu 3 m tief; er weist im Südwesten eine größere, schilfbewachsene Seichtzone auf, hat aber sonst auch einige felsige, sehr steile Uferbereiche. Das Einzugsgebiet beträgt etwa 1 km². Der einzige Abfluss ist der Mühlbach (auch Tatschniggrabenbach genannt), der in die Glan mündet.

## Fischbestand
Nachdem der Teich 1964 abgelassen wurde, war er ein Tümpel, in dem es lediglich Karauschen (Carassius carassius) und Bachforellen (Salmo trutta f. fario) gab. 1986 wurde ein neuer Damm errichtet, und man setzte Karpfen (Cyprinos carpio), Zander (Stizostedion lucioperca), Regenbogenforellen (Oncorhynchus mykiss) und Schleien (Tinca tinca) sowie als Futterfische Rotaugen (Rutilus rutilus), Rotfedern (Scardinius eurythrophthalmus), Güster (Blicca björkna) und Barsche (Perca fluviatilis) aus. Bemerkenswert ist der Bestand an Karauschen, der 1992 so als so gut wie in keinem anderen Kärntner Gewässer eingeschätzt wurde.

## Nutzung

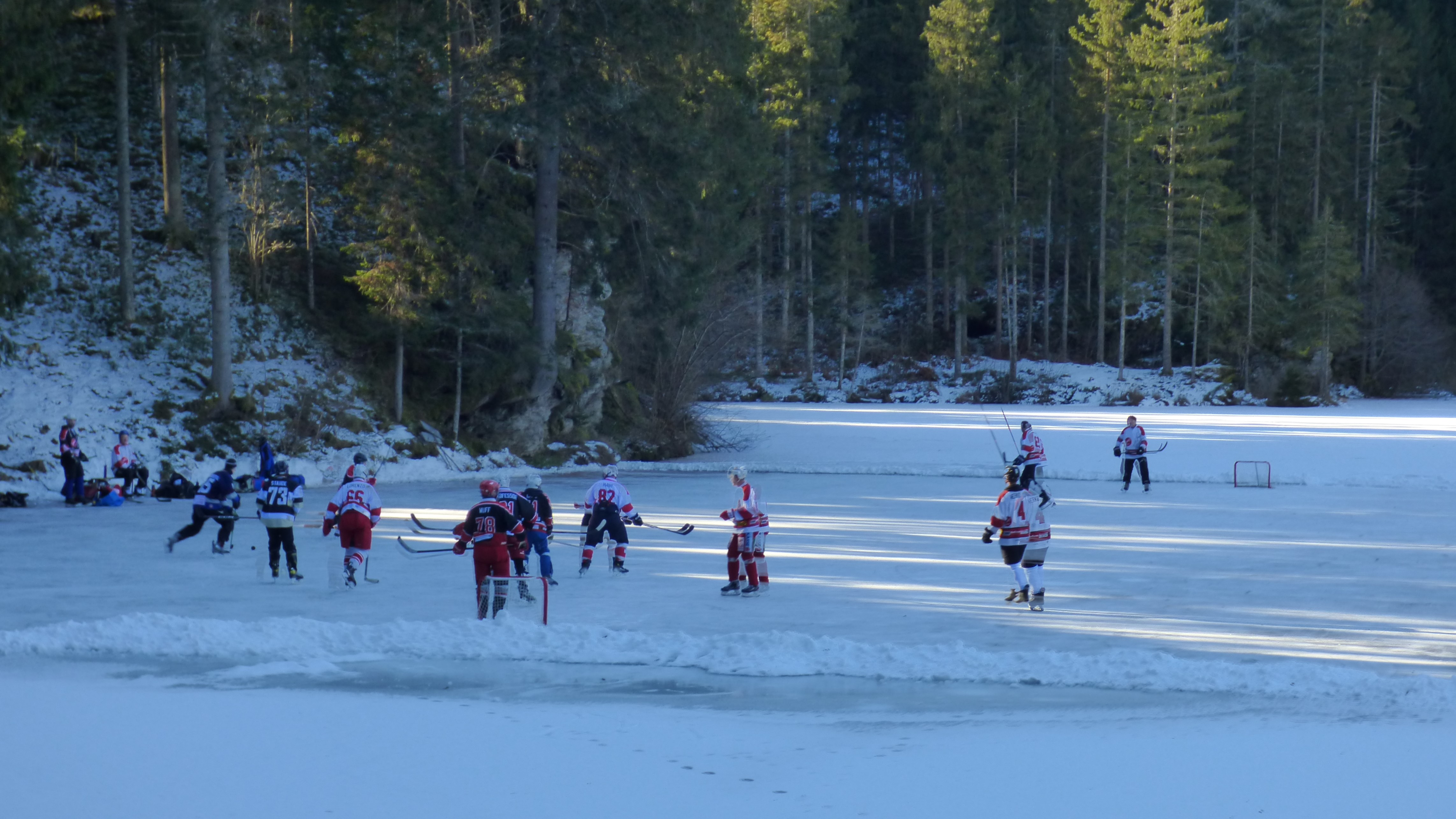
Eishockeyspiel am Tatschnigteich

Der Teich dient als Fischereigewässer. Daneben wird er im Sommer als Badegewässer genutzt. Im Winter hat der Teich aufgrund seiner schattigen Lage häufig eine tragfähige Eisdecke und wird dann zum Eislaufen und Eisstockschießen genutzt. 